# انفجار باهاوالبور 2017
في يوم 25 يونيو 2017 انفجرت ناقلة نفط بالقرب من شرق أحمدبور، بمنطقة باهاوالبور، باكستان، مما أسفر عن مقتل ما لا يقل عن 140 شخصا وإصابة أكثر من 100 آخرين.

## ردود الفعل

### المحلية
- أعرب رئيس الوزراء نواز شريف عن حزنه وأمر حكومة بنجاب بتقديم «المساعدة الطبية الكاملة»..[4]

### الدولية
- المملكة المتحدة: اعربت المفوضية العليا البريطانية في باكستان عن صدمتها وحزنها ازاء الحادث بينما ارسلت تعازيها إلى «المتضررين واسرهم» في تغريدة.[5]
- الولايات المتحدة: نشرت سفارة الولايات المتحدة في إسلام آباد تغريدة حول الحادث، قائلة «نحن حزينون جدا لسماع حادث ناقلة النفط الرهيبة في # باهوالبور. تعازينا العميقة لأسر وأحباء الضحايا».
- الأمم المتحدة: عبر أمين عام الأمم المتحدة أنطونيو غوتيريس عن حزنه بسبب العدد الكبير للقتلى نتيجة الحادث وقدم تعازيه لشعب باكستان وحكومتها، وتمنى لهما الشفاء السريع، وفقا لما ذكره المتحدث باسمه في بيان اليوم الأحد. واضاف البيان «ان الامم المتحدة مستعدة للسعى إلى دعم السلطات باي دعم قد تحتاجه».[6]